# Danh sách tập phim Digimon Adventure 02
Digimon Adventure 02 là phim hoạt hình Nhật Bản sản xuất bởi Toei Animation. Phim có tổng cộng 50 tập. Phim được phát sóng trên Fuji Television từ ngày 2 tháng 4 năm 2000 đến 25 tháng 3 năm 2001. Phim của đạo diễn Kakudō Hiroyuki và sản xuất bởi Okuda Keisuke. Nội dung phim lấy bối cảnh ba năm sau sự kiện của mùa trước Digimon Adventure kể về chuyến phiêu lưu của ba đứa trẻ được chọn mới cùng hai đứa trẻ cũ đến Thế giới Kĩ thuật số chống lại các quái thú gây hại thế giới.
Ca khúc mở đầu chính series là "Target ~Akai Shougeki~" (ターゲット～赤い衝撃～ Tāgetto ~Akai Shōgeki~) của Wada Kouji. Bài "Ashita wa Atashi no Kaze ga Fuku" (明日はあたしの風が吹く) của Maeda Ai được chọn làm bài hát kết thúc 25 tập đầu, còn 25 tập còn lại là bài "Itsumo Itsudemo" (いつもいつでも). Nhạc lồng trong phim gồm sáu bài: "Break up!", "brave heart" và "Beat Hit!!" của Miyazaki Ayumi, "Boku wa Boku Datte" (僕は僕だって) của Wada Kouji, "Now is the time" của Maeda Ai và "Bokura no Digital World" (僕らのデジタルワールド Bokura no Degitaru Wārudo) của Digimon All Stars, Wada Kouji và Maeda Ai.

## Tổng quan
| Mùa | Mùa | Số tập | Số tập | Phát sóng gốc      | Phát sóng gốc       |
| Mùa | Mùa | Số tập | Số tập | Phát sóng lần đầu  | Phát sóng lần cuối  |
| --- | --- | ------ | ------ | ------------------ | ------------------- |
|     | 2   | 50     | 50     | 2 tháng 4 năm 2000 | 25 tháng 3 năm 2001 |

## Danh sách tập
| STT | STT      | Tên tập phim | Ngày phát sóng gốc   | Ngày phát sóng tiếng Việt |
| #   | Tổng thể | Tên tập phim | Ngày phát sóng gốc   | Ngày phát sóng tiếng Việt |
| --- | -------- | --- | -------------------- | ------------------------- |
|     |          | |                      |                           |
| 1   | 55       | "Người kế thừa Dũng Khí" "Yūki o Uketsugu Mono" (勇気を受け継ぐ者)                                                        | 2 tháng 4 năm 2000   | 14 tháng 2 năm 2017       |
| 2   | 56       | "Cánh cổng Kĩ thuật số, mở ra" "Dejitaru Gēto Ōpun" (デジタルゲートオープン)                                              | 9 tháng 4 năm 2000   | 15 tháng 2 năm 2017       |
| 3   | 57       | "Digimental Up" "Dejimentaru Appu" (デジメンタルアップ)                                                                   | 16 tháng 4 năm 2000  | 16 tháng 2 năm 2017       |
| 4   | 58       | "Chúa tể bóng tối, Digimon Kaiser" "Yami no Ou Dejimon Kaizā" (闇の王デジモンカイザー)                                    | 23 tháng 4 năm 2000  | 20 tháng 2 năm 2017       |
| 5   | 59       | "Phá hủy tháp Bóng tối" "Dāku Tawā o Taose" (ダークタワーを倒せ)                                                          | 30 tháng 4 năm 2000  | 21 tháng 2 năm 2017       |
| 6   | 60       | "Buổi dã ngoại nguy hiểm" "Kiken na Pikunikku" (危険なピクニック)                                                         | 7 tháng 5 năm 2000   | 22 tháng 2 năm 2017       |
| 7   | 61       | "Ký ức của Hikari" "Hikari no Kioku" (ヒカリノキオク)                                                                     | 14 tháng 5 năm 2000  | 23 tháng 2 năm 2017       |
| 8   | 62       | "Sự cô đơn của Digimon Kaiser" "Dejimon Kaizā no Kodoku" (デジモンカイザーの孤独)                                         | 21 tháng 5 năm 2000  | 27 tháng 2 năm 2017       |
| 9   | 63       | "Giới hạn ma lực của vòng Hắc ám" "Ībiru Ringu Maryoku no Bousou" (イービルリング魔力の暴走)                              | 28 tháng 5 năm 2000  | 28 tháng 2 năm 2017       |
| 10  | 64       | "MetalGreymon là kẻ thù" "Teki wa Metarugureimon" (敵はメタルグレイモン)                                                  | 4 tháng 6 năm 2000   | 1 tháng 3 năm 2017        |
| 11  | 65       | "Ánh chớp xanh, Lighdramon" "Aoi Inazuma Raidoramon" (青い稲妻ライドラモン)                                               | 11 tháng 6 năm 2000  | 2 tháng 3 năm 2017        |
| 12  | 66       | "Trận chiến ở trang trại Digimon" "Dejimon Bokujou no Kettou" (デジモン牧場の決闘)                                        | 18 tháng 6 năm 2000  | 6 tháng 3 năm 2017        |
| 13  | 67       | "Tiếng gọi của Dagomon" "Dagomon no Yobigoe" (ダゴモンの呼び声)                                                           | 25 tháng 6 năm 2000  | 7 tháng 3 năm 2017        |
| 14  | 68       | "Cơn gió của Shurimon" "Shippū no Shurimon" (疾風のシュリモン)                                                            | 2 tháng 7 năm 2000   | 8 tháng 3 năm 2017        |
| 15  | 69       | "Nhẫn thuật của Shurimon" "Shurimon Bugeichou" (シュリモン武芸帳)                                                         | 9 tháng 7 năm 2000   | 9 tháng 3 năm 2017        |
| 16  | 70       | "Submarimon, trốn thoát từ đáy đại dương" "Sabumarimon Kaitei kara no Dasshutsu" (サブマリモン海底からの脱出)             | 23 tháng 7 năm 2000  | 13 tháng 3 năm 2017       |
| 17  | 71       | "Ký ức Odaiba" "Odaiba Memoriaru" (お台場メモリアル)                                                                      | 30 tháng 7 năm 2000  | 14 tháng 3 năm 2017       |
| 18  | 72       | "Theo dấu căn cứ của Kaiser!" "Kaizā no Kichi o Oe!" (カイザーの基地を追え!)                                              | 6 tháng 8 năm 2000   | 15 tháng 3 năm 2017       |
| 19  | 73       | "Quái thú hỗn tạp, Chimeramon" "Gousei Majū Kimeramon" (合成魔獣キメラモン)                                               | 13 tháng 8 năm 2000  | 16 tháng 3 năm 2017       |
| 20  | 74       | "Tiến hóa tối thượng! Magnamon Hoàng Kim" "Chouzetsu Shinka! Ougon no Magunamon" (超絶進化! 黄金のマグナモン)             | 20 tháng 8 năm 2000  | 20 tháng 3 năm 2017       |
| 21  | 75       | "Tạm biệt Ken..." "Sayonara, Ken-chan…" (サヨナラ、賢ちゃん…)                                                             | 27 tháng 8 năm 2000  | 21 tháng 3 năm 2017       |
| 22  | 76       | "Lòng can đảm tiến hóa! XV-mon" "Gouyū Shinka! Ekusubuimon" (豪勇進化! エクスブイモン)                                    | 3 tháng 9 năm 2000   | 22 tháng 3 năm 2017       |
| 23  | 77       | "Khi Digivice bị ô uế bởi bóng tối" "Dejivaisu ga Yami ni Somaru Toki" (デジヴァイスが闇に染まる時)                       | 10 tháng 9 năm 2000  | 23 tháng 3 năm 2017       |
| 24  | 78       | "Thiết giáp Ankylomon của mặt đất" "Daichi no Soukou Ankiromon" (大地の装甲アンキロモン)                                  | 17 tháng 9 năm 2000  | 27 tháng 3 năm 2017       |
| 25  | 79       | "Chiến binh bầu trời, Aquilamon" "Ōzora no Kishi Akuiramon" (大空の騎士アクィラモン)                                      | 24 tháng 9 năm 2000  | 28 tháng 3 năm 2017       |
| 26  | 80       | "Hợp thể tiến hóa, hai trái tim hòa làm một" "Joguresu Shinka Ima, Kokoro o Hitotsu ni" (ジョグレス進化 今、心をひとつに) | 1 tháng 10 năm 2000  | 29 tháng 3 năm 2017       |
| 27  | 81       | "Hợp thể vô địch! Paildramon" "Muteki Gattai! Pairudoramon" (無敵合体! パイルドラモン)                                    | 8 tháng 10 năm 2000  | 30 tháng 3 năm 2017       |
| 28  | 82       | "Cái bẫy của kẻ điều khiển côn trùng!!" "Konchū Tsukai no Wana!!" (昆虫使いの罠!!)                                        | 15 tháng 10 năm 2000 | 3 tháng 4 năm 2017        |
| 29  | 83       | "Archnemon, sai lầm của yêu nữ nhện" "Arukenimon Kumojo no Misu" (アルケニモン 蜘蛛女のミス)                              | 22 tháng 10 năm 2000 | 4 tháng 4 năm 2017        |
| 30  | 84       | "Thể cùng cực hắc ám, BlackWarGreymon" "Ankoku Kyūkyokutai Burakkuuōgureimon" (暗黒究極体ブラックウォーグレイモン)        | 29 tháng 10 năm 2000 | 5 tháng 4 năm 2017        |
| 31  | 85       | "Cơn lốc của tình yêu, Silphymon" "Ai no Arashi Shirufīmon" (愛の嵐シルフィーモン)                                        | 5 tháng 11 năm 2000  | 6 tháng 4 năm 2017        |
| 32  | 86       | "Di tích bí ẩn, Linh Thạch" "Nazo no Iseki Hōrī Sutōn" (謎の遺跡ホーリーストーン)                                         | 12 tháng 11 năm 2000 | 10 tháng 4 năm 2017       |
| 33  | 87       | "Hôm nay, Miyako đến Kyoto" "Kyō no Miyako wa Kyō no Miyako" (今日のミヤコは京の都)                                       | 19 tháng 11 năm 2000 | 11 tháng 4 năm 2017       |
| 34  | 88       | "Bảo vệ Holy Point" "Hōrī Pointo o Mamore" (ホーリーポイントを守れ)                                                       | 26 tháng 11 năm 2000 | 12 tháng 4 năm 2017       |
| 35  | 89       | "Đột kích! BlackWarGreymon" "Bakushin! Burakkuuōgureimon" (爆進! ブラックウォーグレイモン)                                | 3 tháng 12 năm 2000  | 13 tháng 4 năm 2017       |
| 36  | 90       | "Thiên sứ gang thép Shakkoumon" "Hagane no Tenshi Shakkoumon" (鋼の天使シャッコウモン)                                    | 10 tháng 12 năm 2000 | 17 tháng 4 năm 2017       |
| 37  | 91       | "Thể cùng cực khổng lồ, Qinglongmon" "Kyodai Kyūkyokutai Chinronmon" (巨大究極体チンロンモン)                             | 17 tháng 12 năm 2000 | 18 tháng 4 năm 2017       |
| 38  | 92       | "Holy Night. Cuộc tái ngộ của các Digimon" "Hōrī Naito Dejimon Daishūgou!" (ホーリーナイト デジモン大集合!)               | 24 tháng 12 năm 2000 | 19 tháng 4 năm 2017       |
| 39  | 93       | "Tất cả vào cuộc! Imperialdramon" "Zenin Shutsudou! Inperiarudoramon" (全員出動! インペリアルドラモン)                    | 7 tháng 1 năm 2001   | 20 tháng 4 năm 2017       |
| 40  | 94       | "Đại chiến ở New York và Hồng Kông" "Nyū Yōku Honkon Daikonsen!" (ニューヨーク香港大混戦!)                                | 14 tháng 1 năm 2001  | 24 tháng 4 năm 2017       |
| 41  | 95       | "Đại chiến ở Rặng San Hô và Versailles" "Sango to Berusaiyu Dairansen!" (サンゴとベルサイユ大乱戦!)                       | 21 tháng 1 năm 2001  | 25 tháng 4 năm 2017       |
| 42  | 96       | "Tình yêu và Borsht. Cuộc chiến đấu quyết liệt!" "Koi to Borushichi Daigekisen!" (恋とボルシチ大激戦!)                    | 28 tháng 1 năm 2001  | 26 tháng 4 năm 2017       |
| 43  | 97       | "Tổng tiến công của binh đoàn Demon" "Dēmon Gundan no Shūrai" (デーモン軍団の襲来)                                        | 4 tháng 2 năm 2001   | 27 tháng 4 năm 2017       |
| 44  | 98       | "Đại chiến sinh tử với Digimon bóng tối" "Ankoku Dejimon to no Shitou" (暗黒デジモンとの死闘)                             | 11 tháng 2 năm 2001  | 1 tháng 5 năm 2017        |
| 45  | 99       | "Cánh cổng bóng tối" "Ankoku no Gēto" (暗黒のゲート)                                                                      | 18 tháng 2 năm 2001  | 2 tháng 5 năm 2017        |
| 46  | 100      | "BlackWarGreymon vs WarGreymon" "Burakkuuōgureimon tai Uōgureimon" (ブラックウォーグレイモンVSウォーグレイモン)           | 25 tháng 2 năm 2001  | 3 tháng 5 năm 2017        |
| 47  | 101      | "Phong ấn của BlackWarGreymon" "Burakkuuōgureimon no Fūin" (ブラックウォーグレイモンの封印)                               | 4 tháng 3 năm 2001   | 4 tháng 5 năm 2017        |
| 48  | 102      | "Kinh hoàng! BelialVamdemon" "Kyoufu! Beriaruvandemon" (恐怖! ベリアルヴァンデモン)                                       | 11 tháng 3 năm 2001  | 8 tháng 5 năm 2017        |
| 49  | 103      | "Áo giáp tiến hóa cuối cùng" "Saigo no Āmā Shinka" (最後のアーマー進化)                                                   | 18 tháng 3 năm 2001  | 9 tháng 5 năm 2017        |
| 50  | 104      | "Thế giới kĩ thuật số của chúng ta" "Bokura no Dejitaru Wārudo" (ぼくらのデジタルワールド)                                | 25 tháng 3 năm 2001  | 10 tháng 5 năm 2017       |